# Летницкий, Николай Николаевич
Николай Николаевич Летницкий (7 апреля 1871, Астрахань — 1920, станица Палласовка, Царевский уезд, Царицынская губерния) — протоиерей Православной российской церкви, ректор Астраханской духовной семинарии (1911—1918).

## Биография
Родился в семье священника. Окончил Казанскую духовную академию со степенью кандидата богословия (1895).
Преподаватель основного, догматического и нравственного богословия в Астраханской духовной семинарии, член епархиального училищного совета, член-сотрудник (1896) и пожизненный действительный член (1900) Императорского православного палестинского общества, делопроизводитель его Астраханского отдела (1896).
Потомственный почётный дворянин (1897), организатор внебогослужебных чтений в епархиальной библиотеке (1899).
Иерей в астраханском Успенском кафедральном соборе (1900), протоиерей, ректор Астраханской духовной семинарии, наблюдатель образцовой церковно-приходской школы при ней, председатель Попечительства о бедных учащихся (1911), член Астраханского комитета Православного миссионерского общества и комитета Общественной библиотеки, председатель Общества хоругвеносцев (1915), член епархиального Исполнительного комитета, председатель комиссии Астраханского проповеднического кружка (1917).
В 1917 году член Поместного Собора Православной Российской Церкви по избранию как клирик от Астраханской епархии, участвовал в 1-й сессии, член II, III, VII, XIII отделов.
В феврале 1919 года организовал общину верующих для противодействия превращению храма в казарму, после его закрытия в ноябре готовился к переезду. Скончался от тифа.

## Семья
Обвенчан с дочерью священника Александрой Александровной Соколовой.
Дети — Николай, Мария, Валентина

## Награды
Набедренник (1901), скуфья (1902), камилавка (1905), наперсный крест (1909), орден Святой Анны 2-й степени (1916), палица (1918).

## Сочинения
- Истинное счастье // Астраханские епархиальные ведомости. 1896. № 1.
- Внебогослужебные чтения в Астраханской епархиальной библиотеке; Святый Николай чудотворец как образец христианского милосердия // Астраханские епархиальные ведомости. 1897. № 11, 24.
- Радость воскресения Христова, Христианский смысл паломничества // Астраханские епархиальные ведомости. 1899. № 8, 15, 18.
- Причины религиозного индифферентизма в современном обществе // Астраханские епархиальные ведомости. 1900. № 18, 19, 20, 22.
- Беседа о христианском смысле паломничества в Св. Землю. СПб., 1901.
- Поучение при погребении 87-летней старицы Матроны Андреевны Летницкой; Слово в день успения Пресвятой Богородицы // Астраханские епархиальные ведомости. 1901. № 10, 14.
- Слово в день рождения его императорского величества государя императора Николая Александровича // Астраханские епархиальные ведомости. 1902. № 10.
- Слово на Новый год; Слово в первый день празднования трехсотлетия Астраханской епархии; К приезду о. Иоанна Кронштадтского в Астрахань // Астраханские епархиальные ведомости. 1903. № 2, 11, 19.
- Слово в день тезоименитства его императорского высочества наследника цесаревича и великого князя Алексия Николаевича // Астраханские епархиальные ведомости. 1904. № 18.
- Речь на торжественном собрании Астраханского отдела Палестинского общества; Слово в день Пятидесятницы // Астраханские епархиальные ведомости. 1907. № 11, 13-14.
- Духовная жизнь // Астраханские епархиальные ведомости. 1908. № 11-12.
- Слово на 19 февраля 1911 года, в день пятидесятилетия освобождения крестьян от крепостной зависимости. Астрахань, 1911.
- Слово на день восшествия на престол его императорского величества государя императора Николая Александровича // Астраханские епархиальные ведомости. 1911. № 22.
- Слово на день священного коронования их императорских величеств и 300-летия освобождения г. Астрахани от мятежных полчищ Заруцкого // Астраханские епархиальные ведомости. 1914. № 15.
- Слово на день рождения ее императорского величества государыни императрицы Марии Федоровны // Астраханские епархиальные ведомости. 1915. № 32.
- Письма с Церковного Собора // Там же. 1917. № 19, 23.
- Письмо к И. М. Покровскому // Православный собеседник. 2016. № 1. С. 61.